# Кру сир Урк
Кру сир Урк (фр. Crouy-sur-Ourcq) је насељено место у Француској у региону Париски регион, у департману Сена и Марна.
По подацима из 2011. године у општини је живело 1745 становника, а густина насељености је износила 89,86 становника/km².

## Демографија
| 1962. | 1968. | 1975. | 1982. | 1990. | 2011. |
| ----- | ----- | ----- | ----- | ----- | ----- |
| 905   | 913   | 1.053 | 1.069 | 1.260 | 1.745 |